# Schizonycha jokona
Schizonycha jokona är en skalbaggsart som beskrevs av Moser 1916. Schizonycha jokona ingår i släktet Schizonycha och familjen Melolonthidae. Inga underarter finns listade i Catalogue of Life.